# Кэмпбелл, Гленн Росс
Гленн Росс Кэмпбелл (англ. Glenn Ross Campbell; род. 28 апреля 1946) — музыкант-вундеркинд, стил-гитарист, наиболее известный участием в психоделик-рок-группе The Misunderstood.

## The Misunderstood
Группа The Misunderstood образовалась в середине 1960-х гг. в Риверсайде, в Калифорнии. В начале своей карьеры группа перебралась в Лондон и записала несколько песен, прежде чем распасться. Несмотря на краткий период деятельности и небольшой объём творческого наследия, они считаются влиятельными в жанре психоделического рока. Группа находилась под влиянием The Yardbirds, однако отличительной ключевой особенностью её звучания являлась манера игры Кэмпбелла на стил-гитаре. Журнал Rolling Stone (выпуск 956) в обзоре от 2 сентября 2004 года описывал Кэмпбелла из The Misunderstood как «Джеффа Бека и Джимми Пейджа, слепленных воедино».

## Карьера после Misunderstood
После распада The Misunderstood в Лондоне в 1967 году, Кэмпбелл реформировал группу с новыми участниками и пригласил на роль ведущего вокалиста бывшего фронтмена группы Bush Стива Хорда. Обновлённый коллектив уже не исполнял психоделический рок, а был ориентирован на поп и блюз-рок. Музыканты записали два сингла на лейбле Fontana Records, прежде чем Хорд оставил группу и она после этого распалась.
Вскоре после этого вместе с некоторыми музыкантами The Misunderstood и при участии британских музыкантов Кэмпбелл создаёт новую группу, которая взяла себе название Juicy Lucy. Одним из достижений этого коллектива стало попадание в британские чарты с кавер-версией песни Бо Диддли «Who Do You Love?». Также группа выпустила два альбома, которые стали успешными.
После распада Juicy Lucy Кэмпбелл присоединился к аккомпанирующей группе Джо Кокера и совершил вместе с ним гастроли по США. Также он играл с Сэмми Хагаром, Стивом Хордом и с группой Рода Пиаццы Dirty Blues Band.
В 1982 году Кэмпбелл вновь реформировал Misunderstood вместе с оригинальным вокалистом Риком Брауном под названием The Influence. Тогда же ими был записан сингл No Survivors/Queen of Madness на лейбле Rough Trade Records (Великобритания).
В 1998 году лейбл Cherry Red Records (Великобритания) выпустил полноценный альбом группы The Misunderstood: Broken Road (CDM RED 147).
В 2004 году компания «Ugly Things Records» (США) выпустила ещё один полный альбом ранее не публиковавшихся записей под названием Misunderstood: The Lost Acetates 1965—1966, который привлёк внимание международных средств массовой информации.
В настоящее время Кэмпбелл проживает в Новой Зеландии и играет в собственной группе, а также работает сессионным музыкантом.